# Амстердам (футбольный клуб)
«Амстердам» (нидерл. Football Club Amsterdam) — нидерландский профессиональный футбольный клуб из города Амстердам.

## История
Футбольный клуб «Амстердам» был основан 20 июня 1972 года после слияния клубов «Блау Вит» и ДВС. В конце сезона 1973/74 с «Амстердамом» объединился ещё один клуб, «Волевейккерс», который неудачно выступил в первом дивизионе, заняв 20-е место. В своём дебютном сезоне в чемпионате Нидерландов 1972/73 «Амстердам» занял 10 место, в сезоне 1973/74 — 5 место. После двух удачных сезонов «Амстердам» от сезона к сезону стал опускаться в турнирной таблице чемпионата. Заняв в сезоне 1977/78 17 место, «Амстердам» покинул высший дивизион Нидерландов.
Неудачное выступление клуба привело к тому, что на матчи «Амстердама» все меньше и меньше приходило зрителей, даже из-за этого пришлось в 1980 году отказаться от Олимпийского стадиона, так как он не приносил клубу прибыли. Спустя два года, 17 мая 1982 года было объявлено что футбольный клуб «Амстердам» расформирован из-за финансовых проблем.
За 10 лет существования у клуба был лишь один президент, известный в Нидерландах бизнесмен Дингеман Стоп, он скончался 12 февраля 2007 года в возрасте 87 лет.
Несмотря на то что клуб был расформирован в 1982 году, он до сих пор проводит игры среди ветеранов клуба, а также игроков других клубов, которые после завершения профессиональной карьеры решили выступать за «Амстердам», среди некоторых таких футболистов был Роди Тюрпейн. 19 мая 2007 года на Олимпийском стадионе в Амстердаме прошёл товарищеский матч между командами с символическими названиями «ветераны клуба Амстердам» и «молодые игроки Амстердама». Матч завершился поражением команды ветеранов со счётом 1:4.
В сентябре 2008 года велась речь о возможном воссоздании футбольного клуба «Амстердам», за счёт клуба «Туркиймспор».

## «Амстердам» в еврокубках
«Амстердам» за свою историю три раза выступал в Международном футбольном кубке: в 1973, 1975 и 1977 году. В еврокубковом сезоне 1974/75 клуб выступал в Кубке УЕФА и дошёл до четвертьфинала турнира, в котором в двухматчевом противостоянии уступил западногерманскому «Кёльну».
| Сезон   | Соревнование                   | Раунд      | Клуб                  | Счёт     |
| ------- | ------------------------------ | ---------- | --------------------- | -------- |
| 1973    | Международный футбольный кубок | Группа     | Нитра                 | 2-3, 1-4 |
| 1973    | Международный футбольный кубок | Группа     | Айнтрахт (Брауншвейг) | 0-0, 4-1 |
| 1973    | Международный футбольный кубок | Группа     | Вейле                 | 5-1, 1-5 |
| 1974/75 | Кубок УЕФА                     | 1 раунд    | Хибернианс            | 5-0, 7-0 |
| 1974/75 | Кубок УЕФА                     | 2 раунд    | Интер                 | 2-1, 0-0 |
| 1974/75 | Кубок УЕФА                     | 1/8 финала | Фортуна (Дюссельдорф) | 3-0, 2-1 |
| 1974/75 | Кубок УЕФА                     | 1/4 финала | Кёльн                 | 1-5, 2-3 |
| 1975    | Международный футбольный кубок | Группа     | Белененсиш            | 0-1, 0-1 |
| 1975    | Международный футбольный кубок | Группа     | Спартак (Трнава)      | 1-1, 0-2 |
| 1975    | Международный футбольный кубок | Группа     | Копенгаген            | 5-4, 1-0 |
| 1977    | Международный футбольный кубок | Группа     | Хальмстад             | 1-1, 1-1 |
| 1977    | Международный футбольный кубок | Группа     | Войводина             | 1-2, 2-2 |
| 1977    | Международный футбольный кубок | Группа     | Маккаби (Яффа)        | 3-1, 1-2 |